# بوابة ترشيح ضوئية
بوابة الترشيح الضوئية هي عبارة عن شبكة داخل الألياف الزجاجية من أجل ترشيح (فصل أو فلترة) الأمواج الضوئية بناءً على طولها الموجي.

## مبدأ العمل
المرشح (بالإنجليزية: Fiber Brag Grating) يعمل كمرشح خلال نطاق معين (راجع مرشح النطاق) بحيث يقوم بعكس الضوء الذي يقع طوله الموجي خلال نطاق المرشح (λB) ويسمح للضوء الذي يقع طوله الموجي خارج نطاق المرشح بالمرور عبر الوسط الضوئي الناقل (الألياف الزجاجية).
في صورة المرشح:
- PI:Input power
- PB:Refractive power
- PT:Transmission power
- n:Refractive index
- λ:Wavelength

Fiber Bragg Grating

حيث ان PI هي القدرة المدخلة و PB الجزء الذي عُكِسَ من المرشح فيتبقى الجزء المنتقل (Transmitted power).

## التكوين
يتم غرس الشرائح المتعددة المكونة للمرشح باستخدام اشعة فوق بنفسجية باستخدام ليزر إكسيمر مثلا بطول موجي قدره 248 ن.م.

على حافتي الليف الزجاجي ينشأ تضمين دوري لمعامل الإنكسار بقيم مختلفة وهو ما يؤدي إلى السماح للأشعة الضوئية بالمرور أو يعكسها حسب طولها الموجي.
القيمة النصفية لنطاق المرشح تنتج بمراعاة شروط الترشيح:
{\displaystyle \lambda _{B}=n_{\text{eff}}\cdot 2\Lambda =n_{\text{eff}}\cdot \lambda }

## تطبيقات عملية
- في الاتصالات (المبنية على الألياف الضوئية) يستعمل المرشح ليفصل الإشارات الضوئية (كل إشارة ذات طول موجي تمثل مستخدما مثلاً) عن بعضها

(Wave Length Multiplexing).
- ك (مستشعر sensor) حراري ومستشعر لتمدد المواد والمبني على تغير الطول الموجي للجزء المنعكس من الضوء عبر المرشح

العلاقة التي تربط تغير درجة الحرارة وتغير الطول الموجي بالطول الموجي والتمدد النسبي:
{\displaystyle {\frac {\delta _{\lambda }}{\lambda _{\text{B}}}}=k\cdot \epsilon +\alpha _{\text{n}}\cdot \delta _{\text{T}}}

## روابط خارجية
برامج تجارية
- Optiwave Systems Inc.

International Optical Sensor Societies
- FOSNE نسخة محفوظة 25 أغسطس 2009 على موقع واي باك مشين. - Fibre Optic Sensing Network Europe

خطط تطوير
- TFT - Technobis Fibre Technologies

صناعة FBG
- Interferometric FBG manufacturing

أخرى
- Bragg grating as hydrogen detector
- http://www.patentgenius.com/patent/7133582.html - Fiber - Optic filter with tunable grating